# Humberto Hernández Medrano
Humberto Hernández Medrano (født 2. juli 1941 i Chihuahua, Mexico - død 2016) var en mexicansk komponist, professor og lærer.
Medrano studerede komposition på Taller De Creación i Mexico City og tog senere kurser i komposition hos bl.a. Aaron Copland, Dmitrij Sjostakovitj og Dmitrij Kabalevskij.
Han har skrevet 3 symfonier, orkesterværker, kammermusik, klaverstykker, Instrumentalværker etc.

## Udvalgte værker
- Symfoni nr. 1 (1926) - for orkester
- Symfoni nr. 2 (1934) - for orkester
- Symfoni nr. 3 (1963) - for orkester
- "Tlalmanalco" suite" (1936) - for kammerorkester